# 불가사의 던전 떠돌이 시렌 GB: 달빛마을의 괴물
《불가사의 던전 떠돌이 시렌 GB: 달빛마을의 괴물》은 아쿠아마린이 개발하고 춘소프트가 배급한 로그라이크 롤플레잉 비디오 게임이다. 《불가사의 던전》의 하위 시리즈 《떠돌이 시렌》의 외전작이자 《불가사의 던전 2: 떠돌이 시렌》 이후 출시된 두 번째 게임으로, 본래 게임보이로 제작돼 1996년 11월 22일 일본서만 출시됐다.
1999년, 마이크로소프트 윈도우용 리메이크 《불가사의 던전 떠돌이 시렌: 달빛마을의 괴물》이 발매됐다. 슈퍼 패미컴으로 발매된 전작과 유사하게 강화된 그래픽이 특징이다. 2002년에 인터넷 연결기능이 추가된 개선판이 재발매됐다. 2011년에 안드로이드 이식판이 발매됐다.

## 출시
아쿠아마린이 개발한 게임보이판은 1996년 11월 22일 발매됐다. 마이크로소프트 윈도우 리메이크판은 1999년 12월 8일 출시됐으며, 이후 인터넷 연결기능이 있는 '인터넷 에디션'판은 2002년 12월 20일 출시됐다. 이후 춘소프트는 2005년 6월 30일 오프라인 다운로드 가능 컨텐츠를 출시했는데, 이는 2006년 1월 31일 판매종료 및 온라인 서비스 중단을 발표하면서 개시한 조치였다. 2011년 5월 27일, 윈도우판에 기반한 안드로이드 이식판이 발매됐으며, 이후 2012년 3월 1일 '스마트 패스'판이 발매됐다.

## 평가
일본 잡지 〈패미통〉에서 40점 만점에 36점을 받아 1996년 플래티넘 명예의 전당에 입상했다.

## 참조

### 내용주
1. ↑  일본어: 不思議のダンジョン 風来のシレンGB 〜月影村の怪物〜
2. ↑  일본어: 不思議のダンジョン 風来のシレン 月影村の怪物